# Marcel Bucard
Marcel Bucard (ur. 7 grudnia 1895 w Saint-Clair-sur-Epte, zm. 13 marca 1946 w więzieniu w Paryżu) – francuski nacjonalistyczny i faszystowski działacz polityczny, przywódca Parti Franciste.
Marcel Bucard brał udział w I wojnie światowej. Po jej zakończeniu zaangażował się w działalność polityczną, zostając członkiem Action Française. Później przeszedł do faszystowskiego i antysemickiego ugrupowania Faisceau, kierowanego przez Georges'a Valoisa. We wrześniu 1933 r. założył własną skrajnie prawicową grupę pod nazwą Mouvement Franciste. 11 listopada została ona przekształcona w Parti Franciste. Była ona finansowana przez włoskich faszystów Benito Mussoliniego, kopiując ich wzory organizacyjne i ideologiczne. Nawiązano także kontakty z ugrupowaniami faszystowskimi z innych krajów, czego wyrazem była obecność M. Bucarda na międzynarodowym kongresie faszystowskim w Montreaux 16 i 17 grudnia 1934 r. 6 lutego tego roku francyści współuczestniczyli wespół z członkami innych ekstremistycznych i prawicowych ugrupowań w masowej demonstracji przed Palais Bourbon w Paryżu. Rządzący lewicowy Front Ludowy obawiał się, że może to być wstęp do zamachu stanu, dlatego 18 czerwca 1936 r. zdelegalizował Mouvement Franciste, podobnie jak kilka innych podobnych ugrupowań. Marcel Bucard został aresztowany i osadzony w więzieniu. Po wyjściu na wolność próbował odtworzyć swoją partię pod szyldem, utworzonej 11 listopada 1938 r., Zjednoczonej Partii Akcji Socjalistycznej i Narodowej (Parti Unitaire d`Action Socialiste et Nationale), zwracającej się przeciwko "reakcji plutokratycznej" i "judeomarksizmowi" oraz zapowiadającej, że nie da się użyć prawicy konserwatywnej do gry przeciwko ludowi pracującemu, acz nie utożsamia ludu z międzynarodowymi ruchami negującymi ojczyznę. Jednakże w maju 1939 r. także ona została zdelegalizowana.
Po klęsce Francji w wojnie z Niemcami w czerwcu 1940 r., M. Bucard w 1941 r. wznowił działalność Parti Franciste jako ugrupowania kolaboracyjnego z okupantem. Jego rola podczas okupacji była jednak ograniczana. W lipcu był jednym ze współorganizatorów akcji rekrutacyjnej do Legionu Ochotników Francuskich przeciw Bolszewizmowi, przeznaczonego do walki z Sowietami na froncie wschodnim. 28 lutego 1943 r. francyści współtworzyli Front Rewolucyjno-Społeczny (Front Révolutionnaire-National), który za swój główny cel uznał zlikwidowanie niesprawiedliwości społecznej oraz przeprowadzenie francuskiej i ogólnoeuropejskiej rewolucji socjalistycznej przeciwko sprzymierzonym siłom bolszewizmu i wielkiego kapitału międzynarodowego. W późniejszym okresie okupacji francyści uczestniczyli w ramach specjalnych oddziałów policji w działaniach przeciwko ruchowi oporu (resistance). Po kapitulacji Niemiec 8/9 maja 1945 r., M. Bucard został aresztowany i osądzony za zdradę stanu, dostając karę śmierci. Wykonano ją 13 marca 1946 r. w Fort of Châtillon.